# Felipe Poey
Felipe Poey Aloy (La Habana, Capitanía General de Cuba), 26 de mayo de 1799 - 28 de enero de 1891 (La Habana, Capitanía General de Cuba) fue un naturalista y científico español.
Hijo de franceses, pasó parte de su infancia en Pau, Francia (entre 1804 y los 8 años de edad), donde cursó tres años de estudio.
Tras su regreso a La Habana, después de la muerte de su padre, ingresó en el Real Seminario de San Carlos, en el que fue alumno de Félix Varela. Allí se graduó de Bachiller en Derecho en 1820. Poco después, en Madrid (España), recibió la investidura de abogado y trabajó como profesor en la Real Academia de Jurisprudencia y Legislación.
En el año 1826 en París, colabora con grandes zoólogos de la época, fue uno de los fundadores, en 1832, de la Sociedad Entomológica de Francia. Trabajó en el laboratorio de Cuvier y comenzó a publicar Centuria de Lepidopteres delílle de Cuba. Fue miembro de la Sociedad Zoológica de Londres, Sociedad de Amigos de la Historia Natural de Berlín. Socio de Honor de la Real Academia de Ciencia, del Museo y de la Sociedad de Historia Natural de Madrid.
Fundó el Museo de Historia Natural en 1839. En 1842 ocupó la cátedra de Zoología y Anatomía Comparada en la Universidad de La Habana. Fue decano de la Facultad de Ciencias y Vicerrector de la Universidad. Fundó su biblioteca de Ictiología y de Ciencias Naturales. Fue miembro fundador de la Academia de Ciencias Médicas, Físicas y Naturales y presidente de la Sociedad Antropológica, ambas de La Habana.
Colaboró en varias publicaciones, tanto nacionales como extranjeras. Es autor de un Compendio de geografía de la Isla de Cuba (1836), que vio múltiples ediciones; de un curso de zoología de 1843; de unas Memorias sobre la Historia Natural de la Isla de Cuba (1851 y 1856-1858), con sumarios latinos y extractos en francés, en dos volúmenes; de un Curso elemental de Mineralogía (1872); de Poissons de l´Ile de Cuba (1874), y del tratado Ictiología cubana (1955 y 1962), -en el que trabajó durante más de cincuenta años-, entre otros.
Fue muy relevante su aportación a la extensa obra Naturaleza y Civilización de la Grandiosa Isla de Cuba (1876), escrita por el humanista lebrijano ( Sevilla,España) Miguel Rodríguez Ferrer, en especial, el tomo dedicado a Naturaleza y su necesaria colaboración en la parte que trata de los comienzos de la Antropología en Cuba.
Tradujo y compendió la Historia de los Imperios de Asiria, publicada en La Habana en 1847. Tradujo además, con Rafael Navarro, las Nociones elementales de Historia Natura (1844 y 1862), de G. Delafosse.

## Otras obras
- Centurie de Lepidoptere de L'Ile de Cuba. Paris, 1832
- Compilation of Geography of the Island of Cuba. 1836
- Memories on the Natural History of the Island of Cuba. 1851 & 1856-1858
- Historia Natural de la Isla de Cuba. 2 vols. 1860
- Poissons de l'île de Cuba. 1874
- Ictiología Cubana, obra de 20 vols. sobre peces de Cuba
- Enumeratio piscium Cubensium. 1875–1876

## Honores

### Filatelia
En 1974, Cuba conmemoró su aniversario 175º del natalicio con una serie de seis sellos y una hoja de sellos. Y celebró su natalicio 200.º con la emisión de una serie de cuatro estampillas ilustradas de peces en 1999.

## Abreviatura (zoología)
La abreviatura Poey  se emplea para indicar a Felipe Poey como autoridad en la descripción y taxonomía en zoología.